# Gonioscelis longulus
Gonioscelis longulus là một loài ruồi trong họ Asilidae. Gonioscelis longulus được Ricardo miêu tả năm 1925.